# タンジー
タンジー（学名：Tanacetum vulgare）は、キク科の多年生草本。ヨーロッパからアジアにかけて分布する。和名はヨモギギク（蓬菊）。日本では変種とされるエゾヨモギギクが北海道に自生している

## 特徴
強い香りを持つ植物である。
- 葉：羽状複葉で鋸歯がある。互生。長さは10〜15センチ程度。羽状の裂片が7〜8組ほどに分かれる。一組の裂片は、さらに小さな鋸状の裂片に分かれ、シダの葉のような外観を呈することもある。
- 茎：丈夫で根元は赤みがかっており、表面は滑らかで直立する。草丈は50〜150cmほど。
- 花：先端近くで枝分かれして花をつける。夏の中ごろから終わりにかけて、先端部に放射状に密集したボタン状の黄色い花を複数個咲かせる。

## 文化
ギリシャ神話によると、神ゼウスが酌人ガニュメデスに、よもぎ菊を飲んで、永遠の命を得るように命じたという話がある。昔は「アナタシア」と呼ばれており、「不死」を意味していた。英名の「Tansy」の同じ意味。古くから魔除け、災難除けとされ、不思議な力を持つとされている。

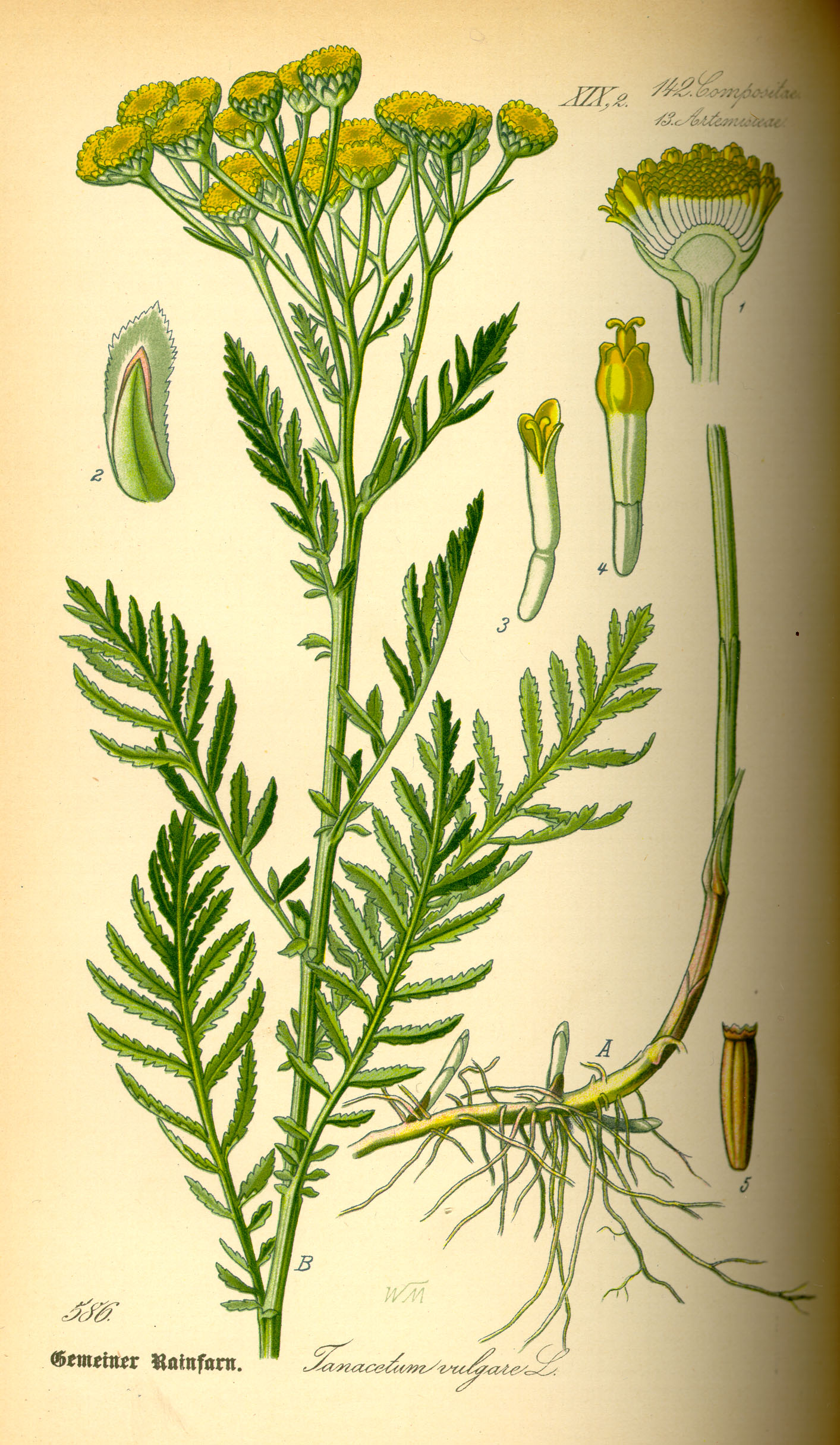
タンジー

## 用途
西洋では健胃、食欲増進、通経、駆虫などを目的に利用されたほか、少量の葉をケーキやカスタードプリンに入れて香りづけに使用されていた。毒性があるため現在では食用、内服用には利用されない。防虫効果があるため衣服の虫よけにするほか、カーペットの下に敷いてノミよけや、戸口に植えてアリなどの虫除けに利用されてきた。

## 毒性
- 全体に毒性を持つ成分が含まれている。
- タンジーから採った精油にはツヨン(アブサン酒の主要成分)よりも強い毒性があり、痙攣、嘔吐、および子宮からの出血を引き起こす場合がある。重篤な場合、呼吸停止や多臓器不全に至り死亡することもある。現在のところ毒性成分の詳細や作用機序は、よく分かっていない。
- 上記の作用から、タンジーは西洋で堕胎薬としても使われていたが、危険性が高いため現在は殆んど行われていない。

## 花言葉
- 挑戦、抵抗、敵意、（婦人の）美徳